# Kroonboszanger
De kroonboszanger (Phylloscopus coronatus) is een kleine zangvogel uit de familie van Phylloscopidae.

## Kenmerken
De kroonboszanger lijkt sterk op de Noordse boszanger,maar deze vogel is lichter groen van boven en heeft maar twee (onduidelijke) vleugelstrepen.

## Verspreiding en leefgebied
Zijn normale verspreidingsgebied is Oost-Azië. De vogel is daar algemeen tot talrijk, en daarom geen bedreigde diersoort. In Europa is de kroonboszanger een zeer zeldzame dwaalgast.

### Dwaalgast in Europa
Bewezen gevallen in Europa van kroonboszanger zijn er uit 1843 (Helgoland), 2002 (Jaeren, Zuid-Noorwegen), 2004 (Kokkola, Finland), 2007 (Katwijk, Nederland), 2009 en 2011 (Verenigd Koninkrijk) en 2016 (Noordhollands Duinreservaat, Castricum, Nederland) en Ingooigem (België).